# آنا ماغناني
آنا ماغناني (بالإيطالية: Anna Magnani)‏ (مواليد 7 مارس 1908 - الوفاة 26 سبتمبر 1973) هي ممثلة إيطالية، بدأت مسيرتها الفنية عام 1928. كفازت بعدة جوائز الأوسكار وجائزة غولدن غلوب, حيث حازت على جائزة الأوسكار لأفضل ممثلة عن دورها في وشم الورد .

## وصلات خارجية
- "Anna Magnani - Official Web Site - English version"
- "Anna Magnani - book-biography"
- آنا ماغناني على موقع IMDb (الإنجليزية)
- آنا ماغناني على موقع الموسوعة البريطانية (الإنجليزية)
- آنا ماغناني على موقع روتن توميتوز (الإنجليزية)
- آنا ماغناني على موقع مونزينجر (الألمانية)
- آنا ماغناني على موقع ألو سيني (الفرنسية)
- آنا ماغناني على موقع ميوزك برينز (الإنجليزية)
- آنا ماغناني على موقع تيرنر كلاسيك موفيز (الإنجليزية)
- آنا ماغناني على موقع أول موفي (الإنجليزية)
- آنا ماغناني على موقع قاعدة بيانات الأفلام السويدية (السويدية)
- آنا ماغناني على موقع إن إن دي بي (الإنجليزية)